# Franz Mockrauer
Franz Mockrauer (* 10. August 1889 in Berlin; † 6. Juli 1962 in Stockholm) war ein deutscher Philosoph und Volkshochschulleiter.

## Studium und Beruf
Mockrauer studierte neben klassischer Philologie auch Philosophie, Psychologie und Pädagogik an den Universitäten Freiburg, Kiel und Berlin und promovierte 1914 über Arthur Schopenhauer.
Seit 1919 arbeitete er in Dresden als Dozent an der Volkshochschule und war von 1923 bis 1933 ihr leitender Geschäftsführer.
Er war an der Gründung des Reichsverbandes der Deutschen Volkshochschulen beteiligt und engagierte sich neben Reinhard Buchwald in der Vorstandsarbeit. Mockrauer hatte 1931 bei einer gemeinsamen Arbeitstagung der Deutschen Schule für Volksforschung und Erwachsenenbildung und des Reichsverbandes in Prerow starken Anteil an der Formulierung der Prerower Formel, in der man realistische Ziele der Volkshochschularbeit zusammenfasste.

## Exil und Nachkriegsdeutschland
Franz Mockrauer war jüdischer Herkunft und emigrierte 1933 zunächst nach Dänemark und 1937 nach Schweden, wo er jeweils in der Erwachsenenbildung eine Tätigkeit fand.
Er arbeitete dort in einem Komitee für den demokratischen Wiederaufbau Deutschlands und hat aus der Emigration den Neuaufbau der Erwachsenenbildung in Deutschland beratend begleitet.
Nachdem 1950 die zweite Auflage des Buches Das Schicksal der Volksbildung in Deutschland (1936) von Werner Picht erschienen war, kam es zu einer ersten Aufarbeitung der Volksbildungsarbeit in der Weimarer Republik. In die heftige Debatte zwischen Picht und Fritz Borinski in der Zeitschrift Volkshochschule im Westen schaltete Mockrauer sich ein. Er informierte die Öffentlichkeit über die Propagandatätigkeit Pichts für das Oberkommando der Wehrmacht: Es deute einiges darauf, „daß der Verfasser der Gedankenwelt des Nationalsozialismus nicht so fern stand …“

## Mitgliedschaften
- Hohenrodter Bund[5]
- Arbeitskreis demokratischer Deutscher mit Willy Strzelewicz[2]
- Schopenhauer-Gesellschaft

## Schriften (Auswahl)
- Grundlagen des Moralunterrichts. Praktische Vorschläge für unsere Schulen. Jena 1919. (Diederichs Tat-Flugschrift 34.)
- Anfangsgründe der Philosophie. 4 Vorträge. Heinrich, Dresden 1920.
- Einige Bemerkungen zu Dr. Werner Pichts Buch über die Deutsche Volksbildung. In: Volkshochschule im Westen. 3. Jg. Nr. 12, März 1952. Sonderbeilage
- Die schwedische Erwachsenenbildung und der Staat. Klett, Stuttgart 1962.